# Squamidium lorentzii
Squamidium lorentzii là một loài Rêu trong họ Meteoriaceae. Loài này được (Müll. Hal.) Broth. miêu tả khoa học đầu tiên năm 1906.